# La Part des choses (film, 1983)
Pour plus de détails, voir Fiche technique et Distribution.
La Part des choses est un film documentaire français réalisé en 1982 par Bernard Dartigues, sorti en 1985.

## Synopsis
La vie quotidienne de la famille Marcusse et de son exploitation agricole, dans le département des Landes.

## Fiche technique
- Titre : La Part des choses
- Réalisation : Bernard Dartigues
- Photographie : Gérard de Battista et Michel Duvigneau
- Son : Jean-Louis Richet et Jean-Louis Ughetto
- Musique : David Jisse et Stanislas Syrewicz
- Montage : Jocelyne Triquet
- Production : Les Films du Centaure
- Pays d'origine :  France
- Genre : Documentaire
- Durée : 90 minutes
- Date de sortie : France, 27 février 1985

## Distinctions
- 1983 : Prix Georges Sadoul